# Phocoena
Phocoena er en slægt inden for marsvinefamilien der omfatter fire arter.

## Klassifikation
- Slægt Phocoena
  - Art Golfmarsvin eller Vaquita, Phocoena sinus
  - Art Almindelig marsvin eller blot marsvin, Phocoena phocoena
  - Art Pigfinnemarsvin eller Burmeisters marsvin, Phocoena spinipinnis
  - Art Brillemarsvin, Phocoena dioptrica (eller Australophocaena dioptrica)